# 山本裕洋
山本 裕洋（やまもと やすひろ、1944年（昭和19年）1月31日 - ）は、日本の柔道家、段位は8段、全日本実業柔道連盟副理事長、西日本実業柔道連盟理事長、宮崎県延岡市に在住。

## 略歴
広島県出身。広島市の中学校から柔道を始め、広島県立広島商業高等学校に進学して山肩敏美と出会い、崇徳高等学校に転校し学校と道場での練習を積み、3年のとき主将として全国大会初出場を果たした。
明治大学に進学後は曽根康治、神永昭夫の両指導者の下で厳しい指導を受け、全日本学生柔道選手権大会無差別級で2年連続優勝を果たした。
1967年 旭化成工業（現 旭化成）に入社し、当時衰退していた柔道部の監督に入社3年目で就任。｢他社に無い練習を｣をスローガンに早朝5時30分からのトレーニングを率先励行したことで徐々に部員の意欲が高揚し、会社の理解もあって、好成績が続き社内外で認められるようになり、各地から名選手が入社するようになって現在の強い柔道部が出来上がった。
1969年から1982年まで旭化成柔道部監督、1982年から1995年まで旭化成柔道部部長を務めた。
20歳代から柔道審判員となり、金鷲旗高校柔道大会、国民体育大会、全日本柔道選手権大会、全日本選抜柔道体重別選手権大会等を始めとする大会で審判を務め、西日本実業柔道団体大会では1992年から審判長を務めている。

## 実績

### 競技者時代
- 1965年・1966年 全日本学生選手権無差別級 2年連続優勝
- 1971年 九州選手権 優勝
- 1971年 全日本体重別選手権 重量級 優勝
- 全日本柔道選手権大会 - 6回出場
- 1996年 - 講道館8段 昇段
- 1975年 - 宮崎県文化賞 受賞

### 指導者として
- 外務省の文化使節として1974年中近東(イラン、イラク、アフガニスタン、クエート、サウジアラビア、エジプト、スーダン)、1978年カナダ(日本移民100周年記念事業)を訪問指導した。
- 元宮崎県柔道連盟理事長時代：1977年に宮崎県柔道選手権大会（全日本柔道選手権大会宮崎県予選）を創設し、1986年には東洋水産の後援を受けて西日本少年柔道大会を創設（これが現在のマルちゃん杯少年柔道大会に発展）した[3]。